# Buffalo Tom
Buffalo Tom je americká alternativní rocková skupina, která vznikla v roce 1986 v Bostonu v americkém státě Massachusetts. Tvoří ji zpěvák a kytarista Bill Janovitz, baskytarista Chris Colbourn a bubeník Tom Maginnis. Své první album skupina vydala v roce 1988 a následovala jej řada dalších. V devadesátých letech přispěla svou verzí písně „All Tomorrow's Parties“ na album Heaven & Hell - A Tribute to The Velvet Underground.

## Diskografie
- Buffalo Tom (1988)
- Birdbrain (1990)
- Let Me Come Over (1992)
- Big Red Letter Day (1993)
- Sleepy Eyed (1995)
- Smitten (1998)
- Three Easy Pieces (2007)
- Skins (2011)
- Quiet and Peace (2018)